# 大西明
大西 明（おおにし あきら、1964年6月14日 - 2023年5月16日）は、日本の物理学者、博士（理学）（1992年、京都大学）。京都大学基礎物理学研究所教授。専門は、原子核の理論的研究。

## 略歴
兵庫県神戸市出身。1987年3月京都大学理学部物理学科卒業。1992年3月同大学院修了。京都大学 博士（理学）　「微視的輸送方程式を用いた重イオン反応の研究」。 1992年4月大阪大学核物理研究センター特別研究員（日本学術振興会）。1994年10月北海道大学理学部講師、2007年4月北海道大学大学院理学研究院准教授などを経て、2008年4月より京都大学基礎物理学研究所教授。
2023年5月16日、大阪府の自宅で死去。58歳没。死没日付をもって従四位に叙され、瑞宝小綬章を追贈された。